# Бели денс
Бели денс или belly dance е западното наименование на традиционния ориенталски танц Ракс шарки (буквално преведено от арабски – ориенталски танц). Това наименование е разширено и днес се използва като название на всички традиционни близкоизточни танци.
Терминът „бели денс“ е превод от френското danse du ventre (танц на корема) и за първи път се използва за обозначаване на ориенталските танци през Викторианската епоха. Това име е подвеждащо, тъй като в танца се използват всички части на тялото.
Повече информация за историята и стиловете в ориенталския танц може да прочетете в статията: Ракс шарки